# Cidaris nuda
Cidaris nuda is een zee-egel uit de familie Cidaridae.
De wetenschappelijke naam van de soort werd in 1903 gepubliceerd door Theodor Mortensen.